# Pseudoparicana curvifera
Pseudoparicana curvifera är en insektsart som först beskrevs av William Lucas Distant 1907.  Pseudoparicana curvifera ingår i släktet Pseudoparicana och familjen Tropiduchidae. Inga underarter finns listade i Catalogue of Life.